# Stargard
Stargard  je mjesto u zapadnoj Poljskoj, nedaleko od grada Szczecina. U srednjem vijeku, važan grad slavenskih kneževina Pomorje. Industrijsko središte s brojnim spomenicima.
- Crkva Santa Maria - Kolegijalna, XIII. Stoljeće
- Praça do mercado, museu e crkva
- Fasada gradske vijećnice
- Vrata grada prema gradu Pyrzyce
- Gradska vrata na rijeci Ini

## Komunikacija
Željezničke veze dovode do mnogih gradova, npr Szczecin, Gdanjsk, Poznanj, Varšava i Krakov.

## Vanjske poveznice
- Stranica mjesta